# BBC Sport
A BBC Sport é a divisão esportiva da British Broadcasting Corporation (BBC), dedicada exclusivamente às notícias esportivas. Está em atividade desde 2000. A BBC Sport cobre os eventos de tênis, de futebol, de rúgbi, automobilismo, atletismo, golfe, sinuca e de cricket, além dos Jogos Olímpicos.

## História
A BBC tem transmitido esportes por várias décadas sob nomes de programas individuais e títulos de cobertura.   Grandstand  foi um dos programas esportivos mais notáveis, transmitindo esportes desde o lançamento dos programas em 1958. A BBC começou a realizar a cobertura esportiva como "BBC Sport" em 1988 para os Jogos Olímpicos de Verão de 1988 em Seul, apresentando o programa com uma vinheta de um globo circunavegado por quatro anéis coloridos.